# Comité central

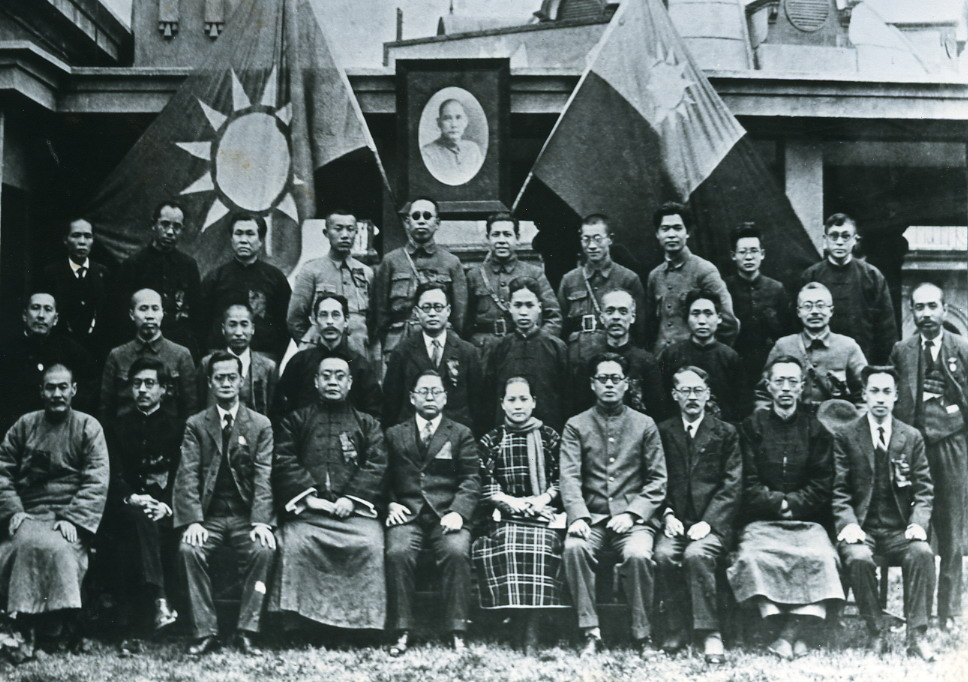
Réunion du 2e comité central du Kuomintang à Wuhan en 1927 avec, en son sein, des membres du Parti communiste chinois (Mao est le 3e en partant de la droite dans le 2e rang).

Le comité central d’un parti politique fait souvent référence à la principale instance de ce parti, composé de délégués élus par le congrès du parti en question.
Il prend les décisions définissant la politique du parti entre deux congrès, jouant le rôle de « parlement » du parti, et est généralement responsable de l'élection des membres du bureau politique, véritable « gouvernement » du parti. Ces rôles peuvent être repris dans d'autres partis sous des dénominations telles que conseil national et bureau national.
On peut citer les exemples suivants de partis organisés autour d'un comité central :
- c'est notamment l'organisation de quasiment tous les partis communistes, suivant les 21 conditions fixées en 1919 par Lénine pour leur admission au sein de la Troisième Internationale ;
- aux États-Unis, les deux principaux partis politiques, le Parti démocrate et le Parti républicain ont également un comité central ;
- ce fut aussi le cas du RPR français, également doté d'un bureau politique.
- Le Front National dispose également d'un comité central depuis sa création. Celui ci change de nom néanmoins et devient le conseil national lors du congrès de Lille en 2018 en même temps que le parti se renomme Rassemblement National.

D'autres organisations ont un comité central, comme l'Église mennonitiste, les Alcooliques anonymes[réf. nécessaire] et les objecteurs de conscience.

## Filmographie
- Au feu, les pompiers ! (Horí, má panenko, 1967), long métrage tchèque de Miloš Forman. Ce film de fiction mettant en scène un comité central des pompiers d'une petite ville ironise le comité central du Parti communiste de la République socialiste tchécoslovaque.